# Jerichow
Jerichow (IPA: [ˈjeʁɪçoː]) è una città della Sassonia-Anhalt, in Germania. Appartiene al circondario del Jerichower Land.

## Storia
A partire dal 1º gennaio 2010 sono stati accorpati a Jerichow i comuni di Brettin, Demsin, Kade, Karow, Klitsche, Nielebock, Redekin, Roßdorf, Schlagenthin, Wulkow e Zabakuck.

## Geografia antropica
Il territorio della città di Jerichow è diviso in 12 municipalità (Ortschaft), a loro volta ulteriormente divise in frazioni (Ortsteil):
| Municipalità | Frazioni                                                                                         |
| ------------ | ------------------------------------------------------------------------------------------------ |
| Brettin      | Brettin Annenhof                                                                                 |
| Demsin       | Kleinwusterwitz Kleindemsin Großdemsin (con le località di Dreihäuser, Binnenheide e Werdershof) |
| Jerichow     | Jerichow Klietznick Steinitz Mangelsdorf Klein-Mangelsdorf                                       |
| Kade         | Kade Belicke Neubuchholz Kader-Schleuse                                                          |
| Karow        | Karow (con le località di Elisenau e Sophienhorst)                                               |
| Klitsche     | Altenklitsche Neuenklitsche (con le località di Wilhelmsthal e Schäferei)                        |
| Nielebock    | Nielebock Seedorf                                                                                |
| Redekin      | Redekin Scharteucke Neuredekin                                                                   |
| Roßdorf      | Roßdorf (con la località di Dunkelforth)                                                         |
| Schlagenthin | Schlagenthin Kuxwinkel                                                                           |
| Wulkow       | Großwulkow Kleinwulkow Hohenbellin Altbellin Havemark Blockdamm                                  |
| Zabakuck     | Zabakuck Güssow                                                                                  |

Ogni municipalità è amministrata da un "consiglio locale" (Ortschaftsrat).